# Матапони
Матапони (на английски: Mattaponi) е северноамериканско индианско племе, което в началото на 17 век живее по поречието на река Матапони и е едно от шестте основни племена на Конфедерацията Поухатан. По времето на срещата им с Джон Смит през 1608 г. наброяват около 450 души. Първоначално приятелски настроени срещу английските заселници в Джеймстаун, матапони взимат участие във Втората и Третата война Поухатан. По време на втората война с англичаните бягат на запад в планините. След войната постепенно се завръщат в родината си. През 1646 г. подписват първия договор с англичаните. Колонията Вирджиния им предоставя резерват през 1658 г. и ги натоварва с плащането на годишен налог. През 1676 г. бунтовниците на Натаниъл Бейкън нападат племето и го принуждават да бяга в блатата Драгон в окръг Глостър. През 1683 г. нападения на ирокезите от север принуждават матапони и много от Вирджинските индианци да се разпръснат или да се присъединят към чикахомините и памунките. През 17 и 18 век продължават да живеят в резервата като повечето от тях приемат християнството и английския начин на живот. Подобно на другите Вирджински индианци те се борят да запазят своята идентичност до началото на 20 век. Към края на века племето се реорганизира и получава официално признаване от щата Вирджиния на 25 март 1983 г. Днес около 450 членове на племето живеят в резервата (150 акра) близо до Уасема.

## Горни матапони
Друга част на племето живее в горната част на Матапони и днес представлява отделна общност наречена Горни матапони или Адамстаун индианците. В края на 17 век племето матапони се разделя на две, едните живеят в резервата създаден през 1658 г. и впоследствие образуват племето матапони. Друга група се отделя от тях и се премества при чикахомините близо до Расаункак, където е основан резерват през 1695 г. През 1700 г. чикахомините напускат резервата и се завръщат в племенните си земи. Тези, които остават са предците на днешните горни матапони. През 18 и 19 век областта, където живеят горните матапони става известна като Адамстаун, а жителите на областта като групата Адамстаун. През 1850 г. федералното преброяване отчита 10 семейства живеещи в района. До 1863 г. повечето индианци живеещи там приемат християнството. След 1921 г. групата Адамстаун става известна като горни матапони. Постепенно племето се смесва с останалото бяло и цветнокожо население на района и губи своята идентичност. Към края на 20 век хората се реорганизират и получават официално признаване от щата Вирджиния като племето горни матапони. Те нямат резерват, но притежават 32 акра земя и имат 575 записани членове